# Åke Norrman
Åke Sunesson Norrman, född 26 januari 1912 i Engelbrekts församling i Stockholms stad, död 30 november 1978 i Folkärna kyrkobokföringsdistrikt i Kopparbergs län, var en svensk ämbetsman.

## Biografi
Norrman avlade studentexamen i Stockholm 1930 och juris kandidat-examen vid Stockholms högskola 1937. Han tingstjänstgjorde i Västmanlands västra domsaga 1938–1940. Åren 1941–1948 tjänstgjorde han vid Arméförvaltningens fortifikationsstyrelse: som extra tjänsteman 1941–1944, som förste amanuens 1944–1948 och som tillförordnad byråsekreterare 1946–1948. Därefter var han förste byråsekreterare vid Fortifikationsförvaltningen 1948–1953 och byrådirektör där 1953–1958. Han var krigsråd och chef för Administrativa byrån vid Arméintendenturförvaltningen 1958–1963, varefter han var chef för Administrativa byrån vid Försvarets intendenturverk 1963–1968. Från 1968 till 1976 eller 1977 var han chef för Rättsenheten i Juridiska byrån i Huvudavdelningen för administration vid Försvarets materielverk.
Norrman avlade reservofficersexamen 1934 och blev kapten i Hälsinge regementes reserv 1950. Han var notarie i Bevillningsutskottet 1943 och 1944 samt ordförande i Taxeringsnämnden i Stockholm 1945–1961. Han var också sekreterare i ett flertal statliga utredningar.
Åke Norrman var son till kammarrättsrådet Sune Norrman och Elisabet Ekermann. Han var 1940–1949 gift med Eva Francke, 1950–1972 med Märta Henriksson och från 1973 till sin död med Anna Greta Forssberg.

## Utmärkelser
- Riddare av Nordstjärneorden, 1962.[8]